# Al-Bireh
al-Bireh o el-Bira (in arabo البيرة‎?) è una città palestinese adiacente a Ramallah in Cisgiordania, 15 km a nord di Gerusalemme.